# Danneskjold
Danneskjold är danska ätter där alla stammar från utomäktenskapliga söner till de danska kungarna Fredrik III och Kristian V.
Från Fredrik III:s son, greve Ulrik Frederik Gyldenløve (1638-1704) härstammade greveätterna Danneskjold-Løvendal (utslocknad 1829) och Danneskjold-Laurwigen (utslocknad 1783).
Från Kristian V:s son, greve Christian Gyldenløve (1674-1703) stammar den fortlevande  grevliga ätten Danneskiold-Samsøe.